# شارنتل مک‌لین
شارنتل مک‌لین (به انگلیسی: Sharntelle McLean) (زادهٔ ۱ ژوئن ۱۹۸۴) شناگر اهل ترینیداد و توباگو است.